# Stančići
Stančići es una localidad de Croacia situada en el municipio de Bjelovar, en el condado de Bjelovar-Bilogora. Según el censo de 2021, tiene una población de 72 habitantes.

## Geografía
Está ubicada a una altitud de 118 metros sobre el nivel del mar, a unos 79 km de la capital nacional, Zagreb.

## Demografía
| Gráfica de población de Stančići 1857-2011                         |
|                                                                    |
| Según los censos de población de la Oficina de Estadísticas Croata |